# Zerba
Zerba é uma comuna italiana da região da Emília-Romanha, província de Piacenza, com cerca de 140 habitantes. Estende-se por uma área de 25 km², tendo uma densidade populacional de 6 hab/km². Faz fronteira com Brallo di Pregola (PV), Cabella Ligure (AL), Cerignale, Fabbrica Curone (AL), Ottone, Santa Margherita di Staffora (PV).

## Demografia
| Variação demográfica do município entre 1861 e 2011                               |
|                                                                                   |
| Fonte: Istituto Nazionale di Statistica (ISTAT) - Elaboração gráfica da Wikipedia |